# Punta Alta
Punta Alta är en kommunhuvudort i Argentina.   Den ligger i provinsen Buenos Aires, i den södra delen av landet, 600 km sydväst om huvudstaden Buenos Aires. Punta Alta ligger 8 meter över havet och antalet invånare är 57 209.
Terrängen runt Punta Alta är platt. Havet är nära Punta Alta åt sydväst. Det finns inga andra samhällen i närheten.